# Fontanigorda
Fontanigorda (en ligur Fontanegorda) és un comune italià, situat a la regió de la Ligúria i a la ciutat metropolitana de Gènova. El 2011 tenia 272 habitants.

## Geografia
Es troba al costat esquerre de la vall del torrent Pescia, a l'est de Gènova, compta amb una superfície de 16,16 km² i les frazioni de Barcaggio, Borzine, Canale, Casone di Canale, Casoni, Cerreta, Due Ponti, Mezzoni, Reisoni, Vallescura, Villanova i Volpaie. Limita amb les comunes de Fascia, Montebruno, Rezzoaglio i Rovegno.

## Agermanaments
- Saint-Maime, França, des del 1997